# Notoschoenomyza kuscheli
Notoschoenomyza kuscheli är en tvåvingeart som beskrevs av Willi Hennig 1955. Notoschoenomyza kuscheli ingår i släktet Notoschoenomyza och familjen husflugor.
Artens utbredningsområde är Juan Fernández-öarna. Inga underarter finns listade i Catalogue of Life.